# Gari Melchers
Julius Garibaldi Melchers (11 de agosto de 1860 - 30 de noviembre de 1932) fue un artista de Estados Unidos. Fue uno de los principales defensores estadounidenses del naturalismo.

## Biografía
Hijo del escultor de origen alemán y nacionalidad estadounidense Julius Theodore Melchers, Gari Melchers nació en Detroit, Michigan. A la edad de diecisiete años, comenzó sus estudios de arte en la Kunstakademie Düsseldorf bajo la tutela de von Gebhardt, vinculándose con la escuela de pintura de Düsseldorf. Tras tres años, viajó a París para formarse en la Académie Julian y en la Ecole des Beaux Arts, donde fue alumno de Lefebvre y Boulanger. Fascinado por la corriente pictórica holandesa, se estableció en Egmond. En 1882, Melchers exhibió en el Salón de París su obra La carta, creada el año anterior en Bretaña; este debut del joven artista tuvo una buena acogida. En 1884, junto al artista estadounidense George Hitchcock, fundó una colonia de arte en Egmond aan Zee, en los Países Bajos. Su primera obra holandesa importante, El sermón, recibió una acogida favorable en el Salón de París de 1886. 
Se convirtió en miembro de la Academia Nacional de Diseño en Nueva York; de la Real Academia de Berlín; de la Société Nationale des Beaux Arts en París; de la Sociedad Internacional de Escultores, Pintores y Grabadores en Londres, y de la Sociedad de la Secesión en Múnich. Además de recibir numerosas medallas, fue condecorado con la Legión de Honor de Francia, la Orden del Águila Roja de Alemania, y fue nombrado caballero de la Orden de San Miguel en Baviera. En 1889, él y John Singer Sargent se convirtieron en los primeros pintores estadounidenses en ganar un Gran Premio en la Exposición Universal de París. Sus pinturas de la Exposición Mundial Colombina de 1893, celebrada en Chicago, ahora se encuentran en la Biblioteca de la Universidad de Michigan en Ann Arbor.
En 1903, se casó con Corinne Lawton Mackall, una pintora de Baltimore, que estudió en la Escuela Práctica de Artes Mecánicas del Instituto Maryland y en la Académie Colarossi.  Mackall era 20 años menor que su marido  y modelaba para su marido. 
En 1904, fue designado oficial de la Legión de Honor francesa. Posteriormente, en 1909, asumió el cargo de profesor de arte en la Escuela de Arte Gran Ducal de Sajonia en Weimar, Alemania. En 1915, regresó a la ciudad de Nueva York y abrió un estudio en el edificio Bryant Park Studios, propiedad de Abraham Archibald Anderson. Desde 1920 hasta 1928, ejerció como presidente de la Nueva Sociedad de Artistas. Además, fue miembro de la Comisión de Bellas Artes de Virginia y administrador de la Galería de Arte Corcoran. Ocupó también el cargo de presidente del Comité de Arte del Museo Smithsonian de Arte Americano.
Melchers pasó sus últimos años en Belmont Estate en Falmouth, Virginia, cerca de Fredericksburg. Murió el 30 de noviembre de 1932. 

## Obras
Sus principales obras son: La cena de Emaús, en la colección Krupp de Essen ; La Familia, Galería Nacional, Berlín; Madre e Hijo, Luxemburgo; y la decoración, en la Biblioteca del Congreso, Washington, Paz y Guerra.  Charles Lang Freer también le encargó al artista que pintara el retrato del presidente Theodore Roosevelt. 
Los paneles Paz y Guerra fueron encargados para la Exposición Mundial Colombina en Chicago de 1893. 
Completó un conjunto de tres murales en 1921 para la Biblioteca Pública de Detroit, representando la historia de Detroit. Aquí está la historia de fondo de ese proyecto. Posteriormente recibió el encargo de pintar cuatro murales de habitantes notables de Missouri (Eugene Field, Mark Twain, el mayor James Rollins y Susan Blow ) para la oficina del gobernador.    Su obra también formó parte del evento de pintura en el concurso de arte de los Juegos Olímpicos de Verano de 1932. 
Su cuadro Invierno fue robado en Alemania por los nazis en 1933 y descubierto en Canajoharie, Nueva York en 2019. 

## Lectura/visualización adicional
- Hind, C. Lewis (April 1908). «Gari Melchers: A Great American Painter Who Has Received More Recognition Abroad Than At Home». The World's Work: A History of Our Time XV: 10092-10105. Consultado el 10 de julio de 2009.
- Este artículo incorpora texto de una publicación sin restricciones conocidas de derecho de autor:  Varios autores (1910-1911). «Encyclopædia Britannica».  En Chisholm, Hugh, ed. Encyclopædia Britannica. A Dictionary of Arts, Sciences, Literature, and General information (en inglés) (11.ª edición). Encyclopædia Britannica, Inc.; actualmente en dominio público.